# Diplycosia edulis
Diplycosia edulis är en ljungväxtart som beskrevs av Schlechter. Diplycosia edulis ingår i släktet Diplycosia och familjen ljungväxter. Inga underarter finns listade i Catalogue of Life.